# Olszyna
Olszyna é um município da Polônia, na voivodia da Baixa Silésia e no condado de Lubań. Estende-se por uma área de 20,26 km², com 4 391 habitantes, segundo os censos de 2016, com uma densidade de 216,7 hab/km².